# Hélène LeBlanc
Hélène LeBlanc (née le 27 mars 1958 à Lyster) est une agronome et femme politique canadienne. Elle est députée à la Chambre des communes du Canada de 2011 à 2015, représentant le Nouveau Parti démocratique pour la circonscription de LaSalle—Émard. 

## Biographie
Hélène LeBlanc est née le 27 mars 1958 à Lyster, au Québec. Son père était médecin et sa mère était commissaire scolaire et maire de Lyster, ce qui a été l’élément déclencheur de son intérêt pour la politique. Elle obtient un baccalauréat en arts de l’Université Sainte-Anne en 1979, et un baccalauréat en éducation de l’Université d’Ottawa en 1983. 
Elle travaille comme enseignante de français à Vancouver et à Ottawa. Elle est également interprète et guide pour la Société du Musée des sciences et de la technologie du Canada à Ottawa, et pour le Musée de l’agriculture du Canada.
Plus tard dans sa carrière, en 2004, elle obtient un baccalauréat en sciences de l’agriculture et de l’environnement de l'Université McGill. Agronome de formation, elle est gestionnaire de projet pour le Conseil d’assainissement et d’aménagement du ruisseau Lacorne avant d’être élue députée.
Elle a également été accompagnatrice de personnes atteintes de la maladie d’Alzheimer pour l’organisme Baluchon Alzheimer, et agente en agro-environnement à la Fédération de l’Union des producteurs agricoles de l’Outaouais-Laurentides.
Elle est une grande amatrice de vélo et est membre de Vélo Québec.

## Carrière politique
Elle commence à s’impliquer en politique en 2009, lorsqu’elle se porte candidate du parti Projet Montréal dans le district électoral de Saint-Paul-Émard. Même si elle n'est pas élue, elle attire l’attention du Nouveau Parti démocratique et est choisie comme candidate aux élections générales de 2011 pour la circonscription de LaSalle—Émard. Elle est élue le 2 mai 2011, remportant la victoire contre la candidate sortante Lise Zarac du Parti libéral avec 42,2 % des voix. Elle a été assermentée le 30 mai 2011. 
Le 26 mai 2011, le chef du NPD Jack Layton la nomme au poste de porte-parole de l'opposition officielle en matière de sciences et de technologies. Elle est ensuite promue au poste de porte-parole en matière d’industrie en 2012 par le successeur de M. Layton, Thomas Mulcair.
Elle joue un rôle important dans le développement des propositions du NPD en matière de sciences, de technologies, d’industrie et d’innovation. Elle défend le droit des scientifiques gouvernementaux à s’exprimer librement en public et auprès des médias. Elle travaille sur des propositions de réforme des programmes de recherche et de développement du Canada, et milite pour la promotion des initiatives vertes dans les activités canadiennes de recherche.
Elle est active dans le domaine des sciences et de la technologie, apportant de la visibilité au NPD dans ce domaine. En 2011, elle est déléguée du NPD à la conférence de the American Association for the Advancement of Science. Toujours en 2011, elle fait partie du panel principal de la Conférence sur les politiques scientifiques canadiennes. Elle rencontre plusieurs diplomates étrangers pour discuter des politiques scientifiques, incluant l’ambassadeur des États-Unis et l’ambassadeur du Mexique.
Candidate dans la nouvelle circonscription de LaSalle—Émard—Verdun aux élections fédérales de 2015, elle est battue par le libéral David Lametti.

## Résultats électoraux
|       | Candidat                 | Parti              | # de voix | % des voix |
|       | Chang-Tao Jimmy Yu       | Conservateur       | +05 516,  | 13,14 %    |
|       | Carl Dubois              | Bloc québécois     | +06 151,  | 14,66 %    |
|       | (sortant) Lise Zarac     | Libéral            | +11 172,  | 26,62 %    |
|       | Hélène LeBlanc           | NPD                | +17 691,  | 42,15 %    |
|       | Lorraine Banville        | Vert               | +00946,   | 2,25 %     |
|       | Guillaume Berger-Richard | Parti Rhinocéros   | +00208,   | 0,5 %      |
|       | Yves Le Seigle           | Marxiste-léniniste | +00288,   | 0,69 %     |
| Total | Total                    | Total              | 41 972    | 100 %      |

|       | Candidat                 | Parti          | # de voix | % des voix |
|       | Mohammad Zamir           | Conservateur   | +03 713,  | 6,91 %     |
|       | Gilbert Paquette         | Bloc québécois | +09 164,  | 17,05 %    |
|       | David Lametti            | Libéral        | +23 603,  | 43,9 %     |
|       | (sortant) Hélène LeBlanc | NPD            | +15 566,  | 28,95 %    |
|       | Lorraine Banville        | Vert           | +01 717,  | 3,19 %     |
| Total | Total                    | Total          | 53 763    | 100 %      |